# メチャハイ♡
メチャハイ♡は、2012年8月18日に結成された日本の女性アイドルグループ。MovingFactory所属。旧グループ名は青山☆聖ハチャメチャハイスクール。
総合プロデューサーはMovingFactory株式会社の代表取締役・神戸慎樹（赤虎・SWiNGiN）。
2017年4月29日に解散。2021年2月13日、青山☆聖ハチャメチャハイスクールとして神田明神で１日復活をしている。その後は、コロナ禍のために１日のみとなった。

## 沿革

### 青山☆聖ハチャメチャハイスクール
2012年より放送開始したニコニコ動画公式チャンネルページ6008ch「しぶはら★ニコ生アイドルコレクション」のレギュラーパーソナリティ「アイコレガールズ」1期生7名で結成された。CD予約券1,000枚を2ヵ月で完売するというミッションをクリアし、2012年8月18日、「宇宙一ハチャメチャなグループ」というコンセプトからグループ名「青山☆聖ハチャメチャハイスクール」（あおやま・せいんと -、愛称「メチャハイ」）でデビューした。またメンバーは生徒、ファンは先生という関係を見立て、ファンを「ティーチャー」と呼んだ。
結成時から日本武道館でのライブとメジャーデビューを目標に掲げた。デビュー1周年でリリースされた3rdシングル「サマーオブラブ」が約10,000枚のセールスを達成し、オリコンインディーズランキングで1位を獲得。2014年3月に発売された4thシングル「Starting Over」は約20,000枚のセールスを達成し念願のオリコン総合ウィークリーチャート10位以内の7位を獲得。同月、赤坂BLITZでのワンマンライブを成功させた。2014年8月2日、3日には国内最大級のアイドルフェスティバル『TOKYO IDOL FESTIVAL 2014』に出演。一回目の出演にして『SKY STAGE』のトリを務める。
2014年8月17日、第一期メンバーの結城美帆と美浦聖奈が契約に反してファンと交際したため解雇されたとMovingFactoryから発表され、その後MovingFactoryが両名と交際相手（一般人）に損害賠償の請求を行った（詳細は#脱退騒動を参照）。
脱退した両名と入れ替わりで研究生（MFガールズ）からファンの投票によって選ばれた望月美怜、奈良井夢、白石桃が第二期メンバーとして加入した。
2014年11月16日第一期メンバー山田如凜が卒業。2015年1月6日に発売された5thシングル「メチャハイの逆襲〜BETOND THE DARKNESS」はオリコン総合ウィークリーチャート9位を獲得。2作連続でトップ10入りを果たした。またこのシングルより導入された『メチャハイメンバー総選挙』によって白石桃と研究生の水原汐莉が入れ替わり、新体制となった。2015年4月5日には過去最大規模の会場『ZeppTokyo』そしてメチャハイ初となるフルバンドでのワンマンライブを開催。2月1日の坂木ひとみ生誕祭『緑猫祭』にて『本公演では2,000人動員ノルマクリアでメジャーデビュー決定』との発表がされていたが結果的にノルマはクリアできなかったもののチケットノルマはクリアしたという事でユニバーサルミュージック内レーベル・EMI Recordsよりメジャーデビューすることが確定した。
2015年6月24日にEMI Recordsよりメジャーデビューシングル「NEVER MIND」をリリースし、オリコン総合ウィークリーチャート10位。2015年8月に星園まりんが加入し、入れ替わりに望月美怜が卒業した。2016年3月9日にメジャー2作目のシングルとなる「メチャハイの天地創造」を新垣隆プロデュースのもとリリースした。
2016年4月30日に坂木ひとみ、奈良井夢、水原汐莉が『TOKYO IDOL FESTIVAL 2016』の出演をもって卒業することを発表。7月31日に渋谷o-nestにて上記3人の卒業公演「The Last Waltz」を開催し、2016年8月6日のTIF2016（2日目）への出演をもって、坂木ひとみ、奈良井夢、水原汐莉が卒業した。

### メチャハイ♡
2016年8月21日の結成4周年記念公演「青聖祭」にて、ユニット名を新たに「メチャハイ♡」に改名することが発表された。また2016年11月26日から姉妹ユニットTHE WiLD TRUMPSからミラノ・ジ・エンパイア（みらくる）とエリコ・サンシャイン（えりたす）、MFガールズからアイルの3人を新メンバーとして加えた7人新体制となり、同日渋谷WOMBにてお披露目公演が開催されることが発表されたが、2016年11月6日開催の「THE WiLD TRUMPS 1st.ONEMAN GIG」にてミラノ・ジ・エンパイア（みらくる）の卒業が発表された為、新体制は6人体制となることに後日改められた。
2016年11月26日に渋谷WOMBにて「メチャハイ第3章新体制お披露目公演」が開催され、三上えりこ（えりたす）、小鳥遊藍（アイル）が加入、同時に2017年2月5日に新体制初のシングルが発売されることが発表された。
2017年3月17日動画配信において、2017年4月29日をもって解散となる旨がメンバーより告知された。

### 復活
2020年2月、今村美咲をプレイングマネージャーとして2020年4月4日に再結成することを発表。メンバーは今村美咲、三上えりこ、水原汐莉、奈良井夢、坂木ひとみ。新型コロナウイルス感染拡大によりイベントは開催延期となるが、結成時のグループ名「青山☆聖ハチャメチャハイスクール」として活動を続行。

## 解散時のメンバー
| 名前                           | ニックネーム | カラー         | 生年月日               | 血液型 | 趣味                                             | 特技                               | 出身地   | 活動開始日     | 備考                                                    |
| ------------------------------ | ------------ | -------------- | ---------------------- | ------ | ------------------------------------------------ | ---------------------------------- | -------- | -------------- | ------------------------------------------------------- |
| 今村美咲 （いまむら みさき）   | みいちゃん   | オレンジ       | 1992年1月13日（33歳）  | 不明   | 神社巡り                                         | アニメ消化                         | 東京都   | 2012年3月12日  | 初期メンバー 2020年復活に参加                           |
| 咲山しほ （さやま しほ）       | しおまる     | 白             | 1994年7月25日（30歳）  | A型    | カメラ                                           |                                    | 埼玉県   | 2012年3月24日  | 初期メンバー・現在はSAY-LAメンバー                      |
| 菜田彩佳 （さいだ あやか）     | あやぱそ     | 赤             | 1995年10月17日（29歳） | O型    | ダンス・一人カラオケ                             | アクロバット                       | 神奈川県 |                | 初期メンバー                                            |
| 星園まりん （ほしぞの まりん） | きゃさりん   | ヴァイオレット | 1994年6月4日（30歳）   | B型    | 映画観賞・韓国語勉強・かわいいもの集め・空間作り | 裁縫                               |          | 2015年8月10日  | 第4期メンバー・現在はBiiitchesメンバー                  |
| 三上えりこ （みかみ えりこ）   | えりたす     | レモンイエロー | 1998年2月28日（27歳）  | O型    | 歌を歌うこと                                     | いつでも寝られて面白い夢を見られる |          | 2016年11月26日 | 第5期メンバー 2020年復活に参加                          |
| 小鳥遊藍 （たかなし あい）     | アイル       | 水色           | 1998年8月29日（26歳）  | A型    | 作詞作曲                                         | 早食い                             |          | 2016年11月26日 | 第5期メンバー・解散後はナナランドにて高倉藍夏として活動 |

## 解散前に卒業・脱退したメンバー
| 名前                         | ニックネーム | カラー             | 生年月日               | 血液型 | 趣味               | 特技                      | 出身地 | 活動開始日     | 備考                                                                             |
| ---------------------------- | ------------ | ------------------ | ---------------------- | ------ | ------------------ | ------------------------- | ------ | -------------- | -------------------------------------------------------------------------------- |
| 結城美帆 （ゆうき みほ）     | みほちい     | 紫                 | 1994年12月15日（30歳） | AB型   | 弓道               | 誤解されやすい            |        | 2012年3月17日  | 初期メンバー                                                                     |
| 美浦聖奈 （みうら せな）     | せなむん     | 水色               | 1992年7月7日（32歳）   | A型    | レコーディング     | どこでも寝る よく骨折する | 岐阜県 | 2012年3月25日  | 初期メンバー                                                                     |
| 山田如凜 （やまだ りん）     | りんぷもら   | 黄色               | 1996年11月16日（28歳） | B型    | ダイエット         | リバウンド                | 富山県 | 2011年10月15日 | 初期メンバー                                                                     |
| 白石桃 （しらいし もも）     | ももた       | パステルパープル   | 1994年3月22日（31歳）  | B型    |                    |                           | 東京都 | 2014年8月17日  | 第2期メンバー 新メンバー選出総選挙3位 元・MFガールズチームA                      |
| 望月美怜 （もちづき みれい） | みちぇる     | スカイブルー       | 1998年7月3日（26歳）   | B型    |                    |                           | 埼玉県 | 2014年8月17日  | 第2期メンバー 新メンバー選出総選挙1位 元・MFガールズチームB                      |
| 坂木ひとみ （さかき ひとみ） | ひいにゃん   | 緑                 | 1995年1月27日（30歳）  | O型    | ヲタ活             | ヲタ活                    | 埼玉県 | 2012年3月12日  | 初期メンバー 2020年復活に参加                                                    |
| 奈良井夢（ならい ゆめ）      | ゆめめ       | ピンク             | 1997年11月19日（27歳） | O型    |                    |                           | 東京都 | 2014年8月17日  | 第2期メンバー 新メンバー選出総選挙2位 元・MFガールズチームB 2020年復活に参加     |
| 水原汐莉 （みずはら しおり） | おりえる     | エメラルドグリーン | 1997年11月4日（27歳）  | O型    | 飼い猫との触れあい |                           | 埼玉県 | 2015年2月1日   | 第3期メンバー メチャハイメンバー総選挙7位 元・MFガールズチームB 2020年復活に参加 |

## 脱退騒動
結城美帆は2014年4月に「体調不良の深刻化」を理由に脱退し、美浦聖奈も7月から同じく「体調不良」を理由に活動を休んだ。しかし8月17日のライブで、結城の脱退はファンの男性と個人的な交際をしたことによる解雇が理由であり、美浦も同じ理由で脱退するとプロデューサーの赤虎（神戸慎樹）から突然発表された。さらに赤虎（神戸慎樹）は、2人と交際していたファンの男性2人の実名もその場で明かした。また運営側は弁護士を通じて、結城、美浦、所属契約書にサインした2人の親権者、交際した2人のファンに対し、契約の残り期間1年間に稼ぐはずだったであろう収益、処分することになったグッズ代、慰謝料などを含めた金額として823万2400円の損害賠償を求める内容証明を送付した。支払い内訳については「ファン2人と結城、美浦の代理人サイドに任せる」とした。
メンバーがファンとの個人的交際を理由に卒業・脱退するのはこうした女性アイドルグループではままあることだが、交際相手のファンの実名を明かして、元メンバーやファンに損害賠償請求までするというのは前代未聞の対応であり、物議をかもした。運営側はこうした対応について「“ファンと恋愛関係にならない”“職場放棄をしない”などとした契約書に違反した」と正当性を主張し、また赤虎（神戸慎樹）は元メンバーについて「（彼女からはただ）メール一発でした。『わかりました。辞めまーす』って」、関係を持ったファンについて「悪いことをした意識が全くない。まず、他のファンに謝れよ！」と非難した。
- 恋愛禁止の契約は有効か - 赤虎（神戸慎樹）は、メンバーの恋愛禁止という契約が法的拘束力を持つと主張している[10]。まず、契約がファンとの個人的連絡を禁じているならば、メンバーがそれに違反した場合、損害賠償（民法415条）を問われる可能性はある[16]。しかしファンは、ファンクラブにでも入っていない限り[9]そうした契約関係にはなく[17]、（かなりこじつけて）不法に所属事務所の権利を侵害して損害を与えた（民法709条）とでもしない限り損賠賠償は問われないとみられる[16][17][18]。また単なる連絡でなく「恋愛」を禁じる契約については、民事法の専門家は「恋愛を禁止した契約は無効の可能性が高い」「そもそも自由であるべき恋愛を禁じることに疑問を感じる」と述べている[17]。刑法の専門家も「契約書に恋愛禁止条項があったとしても、個人の自由を奪うことになるのでアイドルに恋愛禁止を義務付けることは難しい」と述べている[12]。
- ファンの実名公開は妥当か - 一般人であるファンの実名を公開したことについては、プライバシー権の侵害[16]、名誉棄損罪[17]にあたり、前者ならば数百万円の賠償を求められる可能性があると指摘されている[12]。吉田豪は「賠償金取るなら実名公表すべきじゃなかった」と赤虎を諭したが、赤虎（神戸慎樹）は「他のファンの心が置いてけぼりになるのが許せなかった」と答えた[10]。

運営側のこうした厳しい対応については、他のメンバーに対する見せしめの意味合いがあるのだろうと指摘されている。
- 裁判結果

2016年1月の東京地裁における判決では、「ファンはアイドルに清廉性を求めるため、交際禁止はマネジメント側の立場では一定の合理性はある」などと一定の理解は示しつつも、「異性との交際は人生を自分らしく豊かに生きる自己決定権そのものだ」などとして、会社側の訴えを退けた。
なお、2020年の復活時に神戸は改めて裁判経緯を説明。敗訴ではなく両者和解の上の示談だった事を明かしている。

## 主要ライブ

### ワンマンライブ
- 青山☆聖ハチャメチャハイスクール1stワンマンライブ 「ハチャメチャ武者修行最終章。〜デッドエンド〜」（2012年12月1日（土） 渋谷Glad）
  - 動員152名
- 青山☆聖ハチャメチャハイスクール2nd.ワンマンライブ「COME WITH US!! 〜乙女たちの聖戦〜」（2013年7月27日（土）渋谷O-WEST）
  - 動員312名
- 青山☆聖ハチャメチャハイスクール3rd.ワンマンライブ「GIVE OUT BUT DON'T GIVE UP!! 〜史上最大の作戦〜」（2014年3月23日（日）赤坂BLITZ）
  - 動員825名
- 青山☆聖ハチャメチャハイスクール4th.ワンマンライブ「VANISHING POINT」（2015年4月5日（日）ZeppTokyo）
  - 動員2.000名

### 生誕祭
- 青山☆聖ハチャメチャハイスクール生誕祭『青聖祭』（2013年8月18日、2014年8月17日、2015年8月16日、2016年8月21日）
- 美浦聖奈（せなむん）生誕祭『水月祭』（2013年7月7日、2014年7月5日）
- 咲山しほ（しおまる）生誕祭『白天祭』（2013年7月20日、2014年7月27日、2015年7月25日、2016年7月27日）
- 菜田彩佳（あやぱそ）生誕祭『赤炎祭』（2013年10月12日、2014年10月13日、2015年10月17日、2016年10月16日）
- 山田如凜（りんぷもら）生誕祭『黄金祭』（2013年11月16日、2014年11月16日）
- 結城美帆（みほちい）生誕祭『紫艶祭』（2013年12月15日）
- 今村美咲（みいちゃん）生誕祭『橙咲祭』（2014年1月12日、2015年1月10日、2016年1月16日、2017年1月15日）
- 坂木ひとみ（ひいにゃん）生誕祭『緑猫祭』（2014年1月26日、2015年2月1日、2016年1月23日）
- 奈良井夢（ゆめめ）生誕祭『夢桃祭』（2014年11月24日、2015年11月22日）
- 望月美怜（みちぇる）生誕祭『青雪祭』（2015年7月4日）
- 水原汐莉（おりえる）生誕祭『翠海祭』（2015年11月1日）
- 星園まりん（きゃさりん）生誕祭『狂紫祭』（2016年6月4日）

### 定期公演
- ハチャメチャ武者修行
- 続・ハチャメチャ武者修行
- 真・ハチャメチャ武者修行
- ハチャメチャ武者修行NEO
- ハチャメチャ武者修行EXPLODED
- ハチャメチャ武者修行APOCALYPSE
- ハチャメチャ武者修行AMORE
- Miss Wednesday

2012年10月6日より1st.ワンマンライブへ向けて秋葉原にて毎週土日を中心に定期無料ライブ「ハチャメチャ武者修行」を開催。本来は2012年12月1日の1st.ワンマンライブで終了する予定だったが、集客ノルマを達成出来なかった為「続・ハチャメチャ武者修行」として開催の継続が決定。その後も2ndワンマンライブでのノルマ不達成により「真・ハチャメチャ武者修行」、そして3rd.ワンマンライブでもノルマ不達成により「ハチャメチャ武者修行NEO」として継続開催が決定した。2014年11月9日よりこれまで主要な会場となっていたアキバ放送Bスタジオの取り壊しにより、会場をTwin Box GARAGEに移し「ハチャメチャ武者修行EXPLODED」として継続開催。2015年4月26日から「ハチャメチャ武者修行APOCALYPSE」、2016年7月2日からは会場を_factoryに移し「ハチャメチャ武者修行AMORE」を開催、2016年12月7日より毎週水曜日に開催日時を変更し、定期無料ライブ「Miss Wednesday」を開催している。

### メチャハイ女祭feat.JOL原宿
アイドルグループとしては非常に珍しいがメチャハイは女性ファンがとても多いことから2013年より夏休み期間中、女の子の情報発信基地最前線「JOL原宿」とコラボレーションした女性限定ライブイベント「メチャハイ女祭feat.JOL原宿」を開催していた。普段ライブハウスには来づらい女子中・高生を中心に支持を得る。

## 作品

### シングル
| タイトル                                                                                         | 発売日        | 規格品番   | 備考                                                                                                   |
| ------------------------------------------------------------------------------------------------ | ------------- | ---------- | --- |
| ハチャメチャハイスクールデイズ！ M1 LOVE♥メール M2 スクールウォーズ M3 ByeBye                    | 2012年9月28日 | なし       | 限定1000枚。完売により現在廃盤。                                                                       |
| めっちゃHIGH!! M1 めっちゃHIGH!! M2 DEAR TEACHERZ M3 S*WEETS PARADISE                            | 2013年3月7日  | CDMFS-1002 | 初の全国流通作品 オリコンデイリーランキング20位 オリコン総合ウィークリーランキング108位                |
| サマーオブラブ M1 サマー・オブ・ラブ M2 コールミー!!!!!! M3 IN MY LIFE                           | 2013年8月20日 | CDMFS-1004 | オリコンインディーズランキング1位 オリコンデイリーランキング2位 オリコン総合ウィークリーランキング23位 |
| STARTING OVER M1 STARTING OVER M2 ワンチャン・ロックンロール・デスティニー M3 HappyHappyBirthday | 2014年3月11日 | CDMFS-1014 | オリコンインディーズランキング1位 オリコンデイリーランキング1位 オリコン総合ウィークリーランキング7位  |
| メチャハイの逆襲〜BEYOND THE DARKNESS M1 BEYOND THE DARKNESS M2 VANISHING POINT M3 STORY         | 2015年1月6日  | CDMFS-1023 | オリコンインディーズランキング1位 オリコンデイリーランキング1位 オリコン総合ウィークリーランキング9位  |
| NEVER MIND M1 NEVER MIND M2 NEW WORLD M3 スカイハイ                                              | 2015年6月24日 | UPCH-80406 | オリコン総合ウィークリーランキング10位                                                                 |
| メチャハイの天地創造 M1 メチャハイの天地創造 M2 Snow Memories M3 HIGHWAY STAR                    | 2016年3月9日  | UPCH-80420 | オリコン総合ウィークリーランキング11位                                                                 |

### アルバム
| タイトル             | 発売日         | 規格品番   | 備考         |
| -------------------- | -------------- | ---------- | ------------ |
| DESTROY ALL MONSTERZ | 2013年12月21日 | CDMFS-1015 | 限定2000枚。 |
| LOVELESS             | 2016年7月31日  | CDMFS-1024 |              |

## タイアップ
- ウタ娘（テレビ埼玉）2013年4月 オープニングテーマ「めっちゃHIGH!!」
- ウタ娘（テレビ埼玉）2013年9月 オープニングテーマ「サマーオブラブ」
- ツボ娘（TBS）2013年7月31日 エンディングテーマ「サマーオブラブ」
- ランク王国（TBS）2014年2月度3月度 オープニングテーマ「STARTING OVER」
- ウタ娘（テレビ埼玉）2015年1月 エンディング「メチャハイの逆襲〜BEYOND THE DARKNESS」
- ヨソで言わんとい亭〜ココだけの話が聞ける（秘）料亭〜（テレビ東京）2015年6月度 エンディングテーマ「NEVER MIND」

## 出演

### テレビ
- ウタ娘（2013年3月1日 -、テレビ埼玉）

### インターネット
- 突撃! メチャハイ小隊大作戦!!（2012年10月6日 - 2012年12月8日、AKIHABARA@TV）
- メチャハイ♡×初恋タローの「アイドルから騒ぎ」（2016年12月2日 - 、FRESH!）

## MFガールズ
2014年4月26日に結成されたメチャハイの研究生グループ。派生グループとしてMFガールズチームVAがあったがこちらは声優を目指すアイドルユニットとして独自路線で活動していた。
2017年4月29日にメチャハイ解散に伴い全メンバー卒業。 その後新メンバーを入れ活動を再開するも2018年3月25日プロジェクト終了に伴い活動終了。